# Hellen Lukoma

## Đóng phim

### Phim ảnh
| Năm  | Phim ảnh | Vai trò | Giám đốc                    | Ghi chú |
| ---- | -------- | ------- | --------------------------- | ------- |
| 2015 | Situka   | Amanio  | Kwezi Kaganda Ruhinda       |         |
| 2011 | Yogera   |         | Donald Mugisha James Tayler |         |

### Truyền hình
| Năm    | Truyền hình nhiều tập      | Vai trò        | Giám đốc                       | Ghi chú                 |
| ------ | -------------------------- | -------------- | ------------------------------ | ----------------------- |
| 2016 - | Honouannaz                 | Felisha        | John Ssegawa                   | NTV Uganda              |
| 2014   | Bên dưới những lời nói dối | Hy Lạp Mutungi | Joseph Kitsha Kyasi Toshititit | Được tạo bởi Nana Kagga |
| 2011   | The Hostel                 | Patra          |                                | Sinh viên               |